# Heinrich Weiss (Sammler)
Heinrich Weiss (* 22. Juni 1920 in Albisrieden; † 9. Januar 2020 in Seewen) war ein Schweizer Sammler und Mäzen; er war Druckereibesitzer und Mitentwickler des heutigen Barcodes.

## Der Beginn
Heinrich Weiss wuchs in Erlenbach am Zürichsee auf. Bereits in seiner Jugend begann er Gewichtsuhren zu reparieren, wobei er damals schon den Grundstock für seine Sammlung anlegte, indem er Irreparables behielt. 1939 schloss er eine Mechanikerlehre bei der Maschinenfabrik Asper in Küsnacht ab und arbeitete anschliessend bei der Maschinenfabrik Escher Wyss in Zürich als Mechaniker und «Granatenschleifer». Zusätzlich zur Berufstätigkeit begann er am Abendtechnikum ein Maschinenbau-Studium. In den Kriegsjahren leistete er Aktivdienst. 1944 erkrankte er schwer und musste in Davos in ein Lungensanatorium. Während dieser Zeit setzte er sein Maschinenbaustudium fort. Nach Ende des Krieges und Gesundung fand er eine Anstellung bei der Federnfabrik Rang in Pfäffikon. Während dieser Zeit nutzte er den Schichtdienst, um tagsüber an der ETH Zürich betriebswirtschaftliche Vorlesungen hören zu können.

## Der Druckereibetrieb
Inzwischen verheiratet, übernahm er 1950 von seinen Schwiegereltern den völlig veralteten Druckereibetrieb in Basel. Diesen spezialisierte er auf den Druck von Etiketten und Faltschachteln und entwickelte unter dem Namen Fibromax die ersten Aufstossmaschinen für Druckbögen, die er erfolgreich an die Druckindustrie verkaufen konnte. Ausserdem verbesserte er die Effizienz seines Betriebes durch gutes Qualitätsmanagement so erheblich, dass er bei der chemischen Industrie von Basel ein angesehener Lieferant wurde und gegenüber anderen Verpackungsherstellern einen jahrelangen technologischen Vorsprung besass.
Zu dieser Zeit entwickelte Heinrich Weiss auch den Strichcode, welcher heute als EAN-Code auf jeder Verpackung angebracht ist. Dank dieses Strichcodes konnte die Druckerei Weiss ein fehlerloses Trennen der Sorten und Sprachen bei den dort hergestellten Verpackungen garantieren.

## Die Sammlung
Die Sammeltätigkeit hatte er ständig fortgesetzt und benötigte zu deren Unterbringung inzwischen eine eigene Lagerhalle in Basel. Neben Uhren und Spieldosen sammelte er inzwischen auch Orchestrien, automatische Klaviere und weitere mechanisches Musikinstrumente. Sein inzwischen in Seewen (Kanton Solothurn) errichtetes Wohnhaus brannte 1960 ab, beim Wiederaufbau wurde für die Sammlung eine geräumige Halle und eine Restaurierungswerkstatt angebaut. Mitte der 1960er Jahre konnte er von einem Industriebetrieb in Deutschland eine der ganz wenigen verfügbaren Philharmonie-Orgeln der Firma M. Welte & Söhne aus Freiburg im Breisgau erwerben, die zusammen mit 1.400 Notenrollen einen weiteren Markstein der Sammlung bildete. Für dieses riesige Instrument musste eine eigene Halle gebaut werden. Im Laufe der Restaurierung des Instrumentes in den Jahren 2005 bis 2007 stellte sich heraus, dass diese Orgel ursprünglich für die Britannic gebaut worden war.
Nach der Eröffnung seines Museums 1979 wurde die Musikautomaten-Ausstellung eine Attraktion für Sammler und Besucher aus aller Welt. Zu dieser Zeit waren es bereits über 800 Instrumente. Die mechanischen Musikinstrumente waren zum neuen Beruf und zur Berufung für Heinrich Weiss-Stauffacher geworden. Für die Restaurierung von Spieldosen war die Sammlung Weiss-Stauffacher inzwischen eine international renommierte Adresse. Inzwischen international anerkannter Spezialist, begann er Fachbeiträge zu verfassen und gestaltete einen Sammlungskatalog. Der Sammler aus Seewen wurde zum begehrten und international gesuchten Referenten und Spezialisten.

## Nationalmuseum
Sein Privatmuseum schenkte er im Einvernehmen seiner Tochter Susanne im Jahr 1990 der Schweizerischen Eidgenossenschaft. Das Departement des Inneren integrierte die Sammlung in die Schweizerischen Landesmuseen, liess einen umfangreichen Anbau errichten und sanierte die bestehenden Ausstellungsräume. Im Frühjahr 2000 wurde es als Museum für Musikautomaten wiedereröffnet. Es ist seither ein touristisches und kulturelles Aushängeschild der Region Schwarzbubenland und der Nordwestschweiz.

## Ehrungen
Heinrich Weiss erhielt 1975 für seine Verdienste um den Erhalt und die Erforschung historischer Instrumente und Spieldosen den Ehrendoktortitel der Universität Basel. Durch den Regierungsrat des Kantons Solothurn wurde ihm 1978 der Anerkennungspreis des Kantons Solothurn verliehen. 1990 wurde er Ehrenbürger der Gemeinde Seewen.